# Robert Haynes

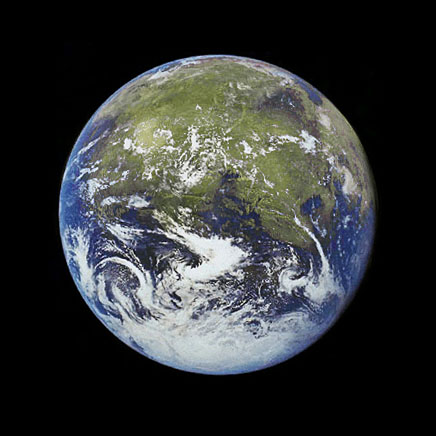
Concepción artística de la terraformación de Marte. Haynes es el autor del término ecopoiesis, ampliamente utilizado en el contexto de la ingeniería planetaria.

Robert Hall Haynes (27 de agosto de 1931-22 de diciembre de 1998) fue un genetista y biofísico canadiense, miembro del Departamento de Biología de la Universidad de York. Haynes es conocido por sus contribuciones al estudio de la reparación del ADN y la mutagénesis, y por ayudar a promover el concepto de terraformación con la invención del término ecopoiesis, referido a la  fabricación de ecosistemas sostenible sobre planetas sin vida, estériles.

## Cronología incompleta
- 1953, Haynes se licencia en Matemáticas y Física en la University of Western Ontario (UWO).
- 1957, Doctorado en Biofícia por la UWO.
- 1984, Haynes crea el término ecopoiesis, que ha sido ampliamente utilizado con posterioridad por escritores y proponentes de la terraformación y la exploración espacial.[1]
- 1987, La Genetics Society of Canada crea el Premio al Científico Jove Robert H. Haynes.
- 1988, Haynes es nombrado Presidente del 16.º Congreso Internacional de Genética.
- 1990, es nombrado Oficial de la Orden de Canadá.
- 1995, se convierte en el 104.º presidente de la Real Sociedad de Canadá (hasta 1997).

## Algunas publicaciones

### Ingeniería planetaria
- Haynes, R.H. (1989). «Prospects for Establishing a Microbial Ecosystem on Mars». Biotechnology on the Threshold of the XXI Century (en inglés) (Moscú): 85-88.
- McKay, CP; Haynes, RH (diciembre de 1990). «Essay: should we implant life on Mars?». Scientific American (en inglés) 263 (6): 144. PMID 11536477.
- Haynes, RH (1990). Ecce Ecopoiesis: Playing God on Mars (en inglés). en MacNiven, D. (13 de julio de 1990).  Routledge, ed. Moral Expertise: studies in practical and professional ethics (en inglés). ISBN 0415035767.
- Haynes, Robert H. (1990) Etablierung von Lieben auf dem Mars durch gerichtete Panspermie: Technische und ethische Probleme der Okopoese, en alemán. Biol. Zent. bl. 109. 193-205.
- McKay, CP; Haynes, RH (1992). «The Implantation of Life on Mars: Feasibility and Motivation». Advances in Space Research 12 (4): 133-140. Bibcode:1992AdSpR..12..133H. doi:10.1016/0273-1177(92)90167-V.
- Haynes, Robert. (1993) How Mars Might Become a Home for Humans. (en inglés) Enciclopedia Ilustrada de la Humanidad.